# Rachunek zysków i strat
Rachunek zysków i strat (ang. income statement) zwany również rachunkiem wyników – jeden z podstawowych i obligatoryjnych elementów sprawozdania finansowego jednostki. Informuje jaka jest efektywność poszczególnych rodzajów działalności oraz jaki jest ogólny wynik finansowy przedsiębiorstwa.
Rachunek zysków i strat podsumowuje przychody i koszty przedsiębiorstwa i ukazuje jego zdolność do generowania zysków i samofinansowania. W zestawieniu znajdują się różne kategorie zwiększające lub zmniejszające wynik finansowy. 
Prowadzenie takiego dokumentu stanowi obowiązek m.in. dla spółek handlowych, spółek jawnych i jednoosobowych działalności gospodarczych, których przychody netto ze sprzedaży wyniosły 1 200 000 euro, filii przedsiębiorstw zagranicznych funkcjonujących na terenie Polski.
W państwach należących do Unii Europejskiej treść i układ rachunku zysków i strat jest określony przez Dyrektywę Parlamentu Europejskiego i Rady 2013/34/UE z 26 czerwca 2013 r.

## Ogólna postać i budowa rachunku zysków i strat
| + |  | Przychody ze sprzedaży netto                   |
| – |  | Koszty wytworzenia sprzedanych wyrobów         |
| = |  | Zysk/strata na sprzedaży (brutto)              |
| – |  | Koszty ogólne zarządu                          |
| – |  | Koszty sprzedaży                               |
| = |  | Zysk/strata na sprzedaży (netto)               |
| + |  | Pozostałe przychody operacyjne                 |
| – |  | Pozostałe koszty operacyjne                    |
| = |  | Zysk/strata na działalności operacyjnej (EBIT) |
| + |  | Przychody finansowe                            |
| – |  | Koszty finansowe                               |
| = |  | Zysk/strata brutto (EBT)                       |
| – |  | Podatek dochodowy                              |
| = |  | Zysk/strata netto (EAT)                        |

Przychody ze sprzedaży netto są przychodami ze sprzedaży wyrobów, usług oraz towarów po potrąceniu VAT. Natomiast koszty wytworzenia sprzedanych wyrobów obejmują koszty związane z ich wytworzeniem, przede wszystkim należy do nich zaliczyć: zużycie materiałów i energii, wynagrodzenia (tylko pracowników związanych z produkcją), amortyzację, usługi obce (np. częściowy przerób produktów przez inną jednostkę), ubezpieczenia społeczne i inne (głównie konta zesp. 4). Po odjęciu od przychodów kosztów otrzymuje się wynik na sprzedaży brutto.
Otrzymany wynik na sprzedaży brutto następnie korygowany jest o koszty, które nie są bezpośrednio związane z główną działalnością jednostki, ale są niezbędne do jej prowadzenia. Czyli:
1. koszty ogólnego zarządu (administracyjne) – obejmują głównie wynagrodzenia pracowników administracji, materiałów biurowych, ale także np. koszty prenumeraty czasopism, reklamy itp.
2. koszty sprzedaży – koszty związane ze sprzedażą wyrobów gotowych ponoszone przez jednostkę np. rozładunek, transport, ubezpieczenie transportu itp.

Otrzymuje się w ten sposób wynik na sprzedaży netto, czyli faktyczny zysk/stratę z podstawowej działalności jednostki.
Jednostka może również otrzymywać przychody i ponosić koszty niezwiązane z główną działalnością. Klasycznym przykładem takich kosztów mogą być np. kary, grzywny, likwidacja środka trwałego itp. Przykładami przychodów mogą być przedawnione zobowiązania, dotacje. Po dodaniu tych przychodów i odjęciu kosztów od wyniku ze sprzedaży netto otrzymujemy zysk/stratę na działalności operacyjnej.
Jednostka może prowadzić działalność finansową. Przychodami finansowymi są głównie wszelkiego typu odsetki (np. od środków na rachunkach bankowych, udzielonych pożyczek), kosztami zaś np. dyskonto weksli obcych, odsetki za nieterminowe płatności. Po ich uwzględnieniu w rachunku zysków i strat otrzymuje się zysk/stratę na działalności gospodarczej.
Następnym etapem ustalania wyniku finansowego jest uwzględnienie zdarzeń, których nie można było przewidzieć, a miały one wpływ na działalność jednostki, takie jak np. pożar, kradzież lub odszkodowania za poniesione straty w majątku trwałym i obrotowym spowodowane wypadkami losowymi.
Po dokonaniu powyższych korekt otrzymuje się zysk/stratę brutto. W przypadku wystąpienia zysku pomniejsza się go o podatek dochodowy od osób prawnych (CIT) otrzymując w ten sposób zysk netto. W przypadku wystąpienia straty pozostawia się ją do rozliczenia.
Rachunek wyników może być sporządzany na dwa sposoby:
1. wariant porównawczy
2. wariant kalkulacyjny

Różnią się one pomiędzy sobą sposobem ujmowania kosztów wytworzenia wyrobów ponoszonych przez jednostkę, co jest wynikiem przyjętego sposobu ewidencji księgowej.

## Wzór rachunku wyników wedługustawy o rachunkowości
(stan prawny: styczeń 2025)

### Wariant kalkulacyjny
| A. | Przychody netto ze sprzedaży produktów, towarów, w tym:                                    | Przychody netto ze sprzedaży produktów, towarów, w tym:       |
| A. | – od jednostek powiązanych                                                                 |                                                               |
| A. | I.                                                                                         | Przychody netto ze sprzedaży produktów                        |
| A. | II.                                                                                        | Przychody netto ze sprzedaży towarów                          |
| B. | Koszty sprzedanych produktów, towarów, w tym:                                              | Koszty sprzedanych produktów, towarów, w tym:                 |
| B. | – jednostkom powiązanym                                                                    |                                                               |
| B. | I.                                                                                         | Koszt wytworzenia sprzedanych produktów                       |
| B. | II.                                                                                        | Wartość sprzedanych towarów                                   |
| C. | Zysk (strata) brutto ze sprzedaży (A-B)                                                    | Zysk (strata) brutto ze sprzedaży (A-B)                       |
| D. | Koszty sprzedaży                                                                           | Koszty sprzedaży                                              |
| E. | Koszty ogólnego zarządu                                                                    | Koszty ogólnego zarządu                                       |
| F. | Zysk (strata) ze sprzedaży (C-D-E)                                                         | Zysk (strata) ze sprzedaży (C-D-E)                            |
| G. | Pozostałe przychody operacyjne                                                             | Pozostałe przychody operacyjne                                |
| G. | I.                                                                                         | Zysk z tytułu rozchodu niefinansowych aktywów trwałych        |
| G. | II.                                                                                        | Dotacje                                                       |
| G. | III.                                                                                       | Aktualizacja wartości aktywów niefinansowych                  |
| G. | IV.                                                                                        | Inne przychody operacyjne                                     |
| G. | V.                                                                                         | Zyski nadzwyczajne*                                           |
| H. | Pozostałe koszty operacyjne                                                                | Pozostałe koszty operacyjne                                   |
| H. | I.                                                                                         | Strata z tytułu rozchodu niefinansowych aktywów trwałych      |
| H. | II.                                                                                        | Aktualizacja wartości aktywów niefinansowych                  |
| H. | III.                                                                                       | Inne koszty operacyjne                                        |
| H. | IV.                                                                                        | Straty nadzwyczajne*                                          |
| I. | Zysk (strata) z działalności operacyjnej (F+G-H)                                           | Zysk (strata) z działalności operacyjnej (F+G-H)              |
| J. | Przychody finansowe                                                                        | Przychody finansowe                                           |
| J. | I.                                                                                         | Dywidendy i udziały w zyskach, w tym:                         |
| J. | a) od jednostek powiązanych, w tym: – w których jednostka posiada zaangażowanie w kapitale |                                                               |
| J. | b) od jednostek pozostałych, w tym: – w których jednostka posiada zaangażowanie w kapitale |                                                               |
| J. | II.                                                                                        | Odsetki, w tym:                                               |
| J. | – od jednostek powiązanych                                                                 |                                                               |
| J. | III.                                                                                       | Zysk z tytułu rozchodu aktywów finansowych, w tym:            |
| J. | – w jednostkach powiązanych                                                                |                                                               |
| J. | IV.                                                                                        | Aktualizacja wartości aktywów finansowych                     |
| J. | V.                                                                                         | Inne                                                          |
| K. | Koszty finansowe                                                                           | Koszty finansowe                                              |
| K. | I.                                                                                         | Odsetki, w tym:                                               |
| K. | – dla jednostek powiązanych                                                                |                                                               |
| K. | II.                                                                                        | Strata z tytułu rozchodu aktywów finansowych, w tym:          |
| K. | – w jednostkach powiązanych                                                                |                                                               |
| K. | III.                                                                                       | Aktualizacja wartości aktywów finansowych                     |
| K. | IV.                                                                                        | Inne                                                          |
| L. | Zysk (strata) brutto (I+J-K)                                                               | Zysk (strata) brutto (I+J-K)                                  |
| M. | Podatek dochodowy                                                                          | Podatek dochodowy                                             |
| N. | Pozostałe obowiązkowe zmniejszenia zysku (zwiększenia straty)                              | Pozostałe obowiązkowe zmniejszenia zysku (zwiększenia straty) |
| O. | Zysk (strata) netto (L-M-N)                                                                | Zysk (strata) netto (L-M-N)                                   |

### Wariant porównawczy
| A. | Przychody netto ze sprzedaży i zrównane z nimi, w tym:                                     | Przychody netto ze sprzedaży i zrównane z nimi, w tym:        |
| A. | – od jednostek powiązanych                                                                 |                                                               |
| A. | I.                                                                                         | Przychody netto ze sprzedaży produktów                        |
| A. | II.                                                                                        | Zmiana stanu produktów (zwiększenie + / zmniejszenie -)       |
| A. | III.                                                                                       | Koszt wytworzenia produktów na własne potrzeby jednostki      |
| A. | IV.                                                                                        | Przychody netto ze sprzedaży towarów                          |
| B. | Koszty działalności operacyjnej                                                            | Koszty działalności operacyjnej                               |
| B. | I.                                                                                         | Amortyzacja                                                   |
| B. | II.                                                                                        | Zużycie materiałów i energii                                  |
| B. | III.                                                                                       | Usługi obce                                                   |
| B. | IV.                                                                                        | Podatki i opłaty, w tym:                                      |
| B. | – podatek akcyzowy                                                                         |                                                               |
| B. | V.                                                                                         | Wynagrodzenia                                                 |
| B. | VI.                                                                                        | Ubezpieczenia społeczne i inne świadczenia, w tym:            |
| B. | – emerytalne                                                                               |                                                               |
| B. | VII.                                                                                       | Pozostałe koszty rodzajowe                                    |
| B. | VIII.                                                                                      | Wartość sprzedanych towarów                                   |
| C. | Zysk (strata) ze sprzedaży (A-B)                                                           | Zysk (strata) ze sprzedaży (A-B)                              |
| D. | Pozostałe przychody operacyjne                                                             | Pozostałe przychody operacyjne                                |
| D. | I.                                                                                         | Zysk z tytułu rozchodu niefinansowych aktywów trwałych        |
| D. | II.                                                                                        | Dotacje                                                       |
| D. | III.                                                                                       | Aktualizacja wartości aktywów niefinansowych                  |
| D. | IV.                                                                                        | Inne przychody operacyjne                                     |
| D. | V.                                                                                         | Zyski nadzwyczajne*                                           |
| E. | Pozostałe koszty operacyjne                                                                | Pozostałe koszty operacyjne                                   |
| E. | I.                                                                                         | Strata z tytułu rozchodu niefinansowych aktywów trwałych      |
| E. | II.                                                                                        | Aktualizacja wartości aktywów niefinansowych                  |
| E. | III.                                                                                       | Inne koszty operacyjne                                        |
| E. | IV.                                                                                        | Straty nadzwyczajne*                                          |
| F. | Zysk (strata) z działalności operacyjnej (C+D-E)                                           | Zysk (strata) z działalności operacyjnej (C+D-E)              |
| G. | Przychody finansowe                                                                        | Przychody finansowe                                           |
| G. | I.                                                                                         | Dywidendy i udziały w zyskach, w tym:                         |
| G. | a) od jednostek powiązanych, w tym: – w których jednostka posiada zaangażowanie w kapitale |                                                               |
| G. | b) od jednostek pozostałych, w tym: – w których jednostka posiada zaangażowanie w kapitale |                                                               |
| G. | II.                                                                                        | Odsetki, w tym:                                               |
| G. | – od jednostek powiązanych                                                                 |                                                               |
| G. | III.                                                                                       | Zysk z tytułu rozchodu aktywów finansowych, w tym:            |
| G. | – w jednostkach powiązanych                                                                |                                                               |
| G. | IV.                                                                                        | Aktualizacja wartości aktywów finansowych                     |
| G. | V.                                                                                         | Inne                                                          |
| H. | Koszty finansowe                                                                           | Koszty finansowe                                              |
| H. | I.                                                                                         | Odsetki, w tym:                                               |
| H. | – dla jednostek powiązanych                                                                |                                                               |
| H. | II.                                                                                        | Strata z tytułu rozchodu aktywów finansowych, w tym:          |
| H. | – w jednostkach powiązanych                                                                |                                                               |
| H. | III.                                                                                       | Aktualizacja wartości aktywów finansowych                     |
| H. | IV.                                                                                        | Inne                                                          |
| I. | Zysk (strata) brutto (F+G-H)                                                               | Zysk (strata) brutto (F+G-H)                                  |
| J. | Podatek dochodowy                                                                          | Podatek dochodowy                                             |
| K. | Pozostałe obowiązkowe zmniejszenia zysku (zwiększenia straty)                              | Pozostałe obowiązkowe zmniejszenia zysku (zwiększenia straty) |
| L. | Zysk (strata) netto (I-J-K)                                                                | Zysk (strata) netto (I-J-K)                                   |

- Zyski nadzwyczajne oraz straty nadzwyczajne zarówno w wariancie kalkulacyjnym, jak i porównawczym zgodnie z treścią zaktualizowanej ustawy o rachunkowości (wrzesień 2015), zostały przeniesione z osobnej rubryki do pozostałych kosztów/przychodów operacyjnych.